# Metros de Nashville
Maillots
Les Metros de Nashville (en anglais : Nashville Metros) sont un club américain de soccer, basé à Nashville dans le Tennessee, et fondé en 1989. Le club évolua durant son existence dans diverses ligues, oscillant entre la deuxième et la quatrième division. Les Metros ont été pendant plusieurs années la franchise avec l'existence continue la plus longue dans les United Soccer Leagues avant d'être dissout en 2012.

## Histoire
Les Metros de Nashville sont fondés par Lynn Agee et Devinder Sandhu afin d'évoluer en intérieur dans la Sunbelt Independent Soccer League en 1990. En manque d'installations sportives, la première saison des Metros se jouent uniquement sur la route avant que la franchise ne s'établisse à Smyrna, en banlieue de Nashville. Jusqu'en 1996 et l'arrêt de la section de soccer en salle, l'équipe de remporte que six victoires au total alors que l'équipe en extérieur, évoluant en dans les championnats des United Soccer Leagues, obtient de meilleurs résultats. En 1995, les Metros terminent une bonne saison avec une fiche de douze victoires et six défaites, accédant ainsi aux séries. Lors de la saison 1996, Pasi Kinturi inscrit 19 buts, un record dans la ligue cette année-là et est alors nommé le meilleur joueur de la saison.
1997 marque ensuite l'entrée en A-League, la seconde division en Amérique du Nord. Et après avoir évolués plusieurs années dans des stades d'écoles secondaires ou des stades municipaux à Nashville et Franklin, les Metros s'installent au Ezell Park. Par la suite, Nashville fait sa première apparition en Lamar Hunt US Open Cup en 1998 et créé la surprise en éliminant les Kansas City Wizards au troisième tour afin de rejoindre les quarts de finale et le Dallas Burn qui met fin à ce parcours par une défaite 5-1,.
Après une bonne saison en 1998, que ce soit en ligue ou en coupe, l'année 1999 est plus compliquée en raison de difficultés financières qui forcent le club à se réorganiser. Ce dernier est alors renommé en Tennessee Rhythm et revient de Nashville à Franklin avant de retrouver l'enceinte principale en 2001 et le nom original. Sous cette identité temporaire, le Rhythm connaît peu de succès, avec notamment deux éliminations assez lourdes en coupe lors des éditions 2000 et 2001. Par la suite, en 2002, les Metros se rétrogradent eux-mêmes de A-League en Premier Development League, la quatrième division nord-américaine, afin de répondre aux exigences liées au stade.
Durant son histoire, Nashville a connu huit séries éliminatoires, la première dès 1994. Malgré tout, les résultats sont décevants et réguliers à compter de 2005 les Metros ne participent à aucune phase éliminatoire de fin de saison.

### Historique du logo

Logo original
Logo en 2012

### Palmarès
| Compétitions nationales                                     |
| - En A-League : - Champion de la Central Conference en 1998 |

## Saisons

### Saisons de soccer en extérieur
| Année | Ligue                | Niveau     | Saison régulière     | Séries                        | Affluence | US Open Cup     |
| ----- | -------------------- | ---------- | -------------------- | ----------------------------- | --------- | --------------- |
| 1991  | SISL                 | [ note 1 ] | 4e, Southeast        | Non qualifié                  | 2 997     | Non inscrit     |
| 1992  | USISL                | [ note 1 ] | 5e, Southeast        | Non qualifié                  | 1 471     | Non inscrit     |
| 1993  | USISL                | [ note 1 ] | 6e, Southeast        | Non qualifié                  | 2 235     | Non inscrit     |
| 1994  | USISL                | 3          | 5e, Midsouth         | Demi-finale de division       | 4 227     | Non inscrit     |
| 1995  | USISL Premier League | 4          | 3e, Eastern          | Demi-finale de division       |           | Non qualifié    |
| 1996  | USISL Premier League | 4          | 4e, Eastern Northern | Finale de division            | 938       | Non qualifié    |
| 1997  | A-League             | 2          | 2e, Central          | Demi-finale de division       | 1 632     | Non qualifié    |
| 1998  | A-League             | 2          | 1er, Central         | Quart de finale de conférence | 1 243     | Quart de finale |
| 1999  | A-League             | 2          | 6e, Central          | Non qualifié                  | 1 064     | Non qualifié    |
| 2000  | A-League             | 2          | 5e, Central          | Non qualifié                  | 778       | 2e tour         |
| 2001  | A-League             | 2          | 4e, Central          | Premier tour                  | 1 447     | 2e tour         |
| 2002  | USL PDL              | 4          | 4e, Mid South        | Premier tour                  | 531       | Non qualifié    |
| 2003  | USL PDL              | 4          | 3e, Mid South        | Non qualifié                  | 838       | Non qualifié    |
| 2004  | USL PDL              | 4          | 4e, Mid South        | Demi-finale de conférence     | 607       | Non qualifié    |
| 2005  | USL PDL              | 4          | 5e, Mid South        | Non qualifié                  | 307       | Non qualifié    |
| 2006  | USL PDL              | 4          | 5e, South Atlantic   | Non qualifié                  | 392       | Non qualifié    |
| 2007  | USL PDL              | 4          | 7e, Southeast        | Non qualifié                  | 361       | Non qualifié    |
| 2008  | USL PDL              | 4          | 7e, Southeast        | Non qualifié                  | 308       | Non qualifié    |
| 2009  | USL PDL              | 4          | 7e, Southeast        | Non qualifié                  | 181       | Non qualifié    |
| 2010  | USL PDL              | 4          | 7e, Southeast        | Non qualifié                  | 215       | Non qualifié    |
| 2011  | USL PDL              | 4          | 5e, Southeast        | Non qualifié                  | 290       | Non qualifié    |
| 2012  | USL PDL              | 4          | 4e, South Atlantic   | Non qualifié                  | 131       | Non qualifié    |

### Saisons de soccer en intérieur
| Année     | Ligue        | Saison régulière | Séries       |
| --------- | ------------ | ---------------- | ------------ |
| 1990-1991 | SISL Indoor  | 9e, Southeast    | Non qualifié |
| 1991-1992 | USISL Indoor | 4e, Southeast    | Non qualifié |
| 1992-1993 | USISL Indoor | 4e, Southeast    | Premier tour |
| 1993-1994 | USISL Indoor | 6e, Southeast    | Non qualifié |
| 1994-1995 | USISL Indoor | 4e, Mid South    | Non qualifié |
| 1995-1996 | USISL Indoor | 7e, Southeast    | Non qualifié |

## Personnel

### Joueurs notables
- Kalin Bankov
- Jon Busch
- Danny DeVall
- Pasi Kinturi
- Richard Mulrooney
- JP Rodrigues
- Daryl Sattler

### Entraîneurs
- Greg Petersen (1998–1999)
- Brett Mosen (2000–2001)
- Andy Poklad (2002–2004)
- Rico Laise (1999, 2007–2008)
- Richard Askey (2009)
- Obed Compean (2005–2006, 2010)
- Ricardo Lopez (2011)
- Brent Goulet (2012)

## Stades
- Stades à Nashville et Franklin (1990–1996);
- Stades à Franklin (1999–2000);
- Ezell Park; Nashville (1997–1998, 2001–2011);
  - Siegel Park; Murfreesboro : cinq rencontres (2007–2010);
- ES Rose Park; Nashville (2012)